# اسکارگیل، کانتی دورام
اسکارگیل (به انگلیسی: Scargill) یک روستا و محله مدنی در بریتانیا است که در County Durham واقع شده‌است.